# 揚·拉什圖夫卡
揚·拉什圖夫卡（捷克語：Jan Laštůvka，1982年7月7日—）是捷克的一位足球運動員。在場上司職門將。他現在效力于烏克蘭足球超級聯賽球隊第聶伯羅彼得羅夫斯克足球俱樂部。他也代表捷克國家足球隊參賽。